# Les Rois de la piste (film, 2023)
Pour les articles homonymes, voir Les Rois de la piste.
Pour plus de détails, voir Fiche technique et Distribution.
Les Rois de la piste est une comédie dramatique française réalisée par Thierry Klifa et sortie en 2023,.

## Synopsis
Rachel est une arnaqueuse à l'ancienne qui ne manque pas d'imagination et qui a des talents culinaires somptueux. Elle a envisagé le même parcours pour ses deux fils Sam et Jérémie sans négliger Nathan son petit fils. Un soir, simultanément à un dîner chez sa patronne où elle s'est fait embauchée comme cuisinière, Sam, Jérémy et Nathan sont en train de dévaliser l'appartement d'un des hôtes qui se trouve en face de la cuisine de Rachel qui a monté le coup. Le casse tourne mal : Jérémie remarque un tableau qui n'est autre qu'une œuvre de Tamara de Lempicka. Il décroche la toile malgré l'opposition de Sam qui la trouve encombrante pour la suite des opérations. Aussitôt  l'alarme sonne et commence la fuite pour le père, le fils et l'oncle. Nathan est incarcéré à sa sortie de l'immeuble sous les yeux de Sam et Jérémie qui porte la toile. Les deux frangins n'ont d'autre solution que de s'éloigner des lieux. Juste après le casse, Sam accuse Rachel d'avoir exploité ses enfants pendant toute leur vie et dit qu'il ne veut plus la voir...
À la sortie de prison de Nathan commence une série de retrouvailles familiales dont la plus spectaculaire est celle de Jérémie avec les autres membres de la famille, car Jérémie est devenu Sarah, transgenre, propriétaire d'une librairie à Barfleur. Commence aussi une intrusion dans la famille par deux détectives d'assurances : Céleste et Gautier qui collaborent avec la police. Céleste se fait passer pour une souris d'hôtel au casino d'Enghien où travaille Sam comme agent de sécurité. Sam aussitôt tombe sous le charme de Céleste et ils passent la nuit ensemble. Lorsque la famille arrive à Barfleur pour trouver Jérémie et lui demander des comptes au sujet du tableau, Sam retrouve Céleste qui est aussi sur la piste du tableau volé.

## Fiche technique
Sauf indication contraire, les informations mentionnées dans cette section peuvent être confirmées par les bases de données cinématographiques IMDb et Allociné,  présentes dans la section « Liens externes ».
- Titre original : Les Rois de la piste
- Réalisation : Thierry Klifa
- Scénario : Benoît Graffin et Thierry Klifa
- Musique : Alex Beaupain
- Décors : Frédérique Doublet et Frédéric Granclère
- Costumes : Laure Villemer et Jürgen Doering
- Photographie : Julien Hirsch
- Son : Philippe Welsh, Thomas Gauder et Olivier Mortier
- Montage : Thomas Marchand
- Production : Mathieu Ageron, Maxime Delauney et Romain Rousseau
- Sociétés de production : Nolita Cinema
- Société de distribution : Apollo Films
- Budget : 4,5 millions d'euros
- Pays de production :  France
- Langue originale : français
- Format :
- Genre : Comédie dramatique
- Durée : 116 minutes
- Dates de sortie :
  - Canada : 9 septembre 2023 (Toronto)
  - France : 
    - 24 août 2023 (Angoulême)
    - 13 mars 2024 (en salles)

## Distribution
- Fanny Ardant : Rachel Zimmermann
- Nicolas Duvauchelle : Jérémie / Sarah
- Mathieu Kassovitz : Sam
- Ben Attal : Nathan, le fils de Sam
- Lætitia Dosch : Céleste Siméon
- Michel Vuillermoz : Gauthier Renard
- Théo Navarro-Mussy : Rémi
- Zbeida Belhajamor : Juliette
- Sébastien Houbani : l'inspecteur Boyer
- Olivier Broche : le directeur du casino
- Sabine Haudepin : Paola
- Marie-Christine Orry : Mme Kominsky
- Grégoire Oestermann : M. Kominsky
- Bruno Gouery : Guy-Eric
- Estéban : Joubert-Thinville
- Laurent Dassault : le médecin
- Fati Berriah : la chauffeuse de taxi

## Production
- Lieux de tournage : Barfleur, Barneville-Carteret, Cherbourg-en-Cotentin, Gatteville-le-Phare, château de Quinéville, Réville, Utah Beach (Manche), casino d'Enghien-les-Bains (Val-d'Oise)[3],[4]